# إينوك براون
إينوك براون (بالإنجليزية: Enoch Brown)‏ هو لاعب كرة قدم أمريكية أمريكي، ولد في 19 مايو 1892 في فرانكلين في الولايات المتحدة، وتوفي في 1962.